# 米鹿
米鹿（1990年1月28日—），本名李文豪，曾用筆名傑米鹿擔任樂評部落客，後轉型為方向涵括塔羅牌、人類圖、星座、兩性、生活多元型YouTuber。

## 生平經歷
- 2010年開始經營部落格「傑米鹿的音樂與行銷」[3]。
- 2016年開始經營Youtube頻道「DeerDeer米鹿」。
- 2017年前往韓國首爾，就讀西江大學語學堂，留學一年。
- 2019年簽約經紀公司CAPSULE 日商點子膠囊。
- 2020年4月，宣布與交往五年youtuber女友阿圓分手。
- 2020年11月25日，發布第一首單曲「別再說 MY FAULT」[4]。

## 外部連結
- 米鹿DeerDeer的YouTube頻道
- 米鹿DeerDeer的Instagram的Instagram帳戶
- 米鹿DeerDeer的Facebook粉絲專頁的Facebook專頁